# Angkor Chum
Angkor Chum es uno de los trece distritos que forman la provincia camboyana de Siem Riep, con una población estimada en marzo de 2008 de 53 768 habitantes. Está dividido en las siguientes  comunas (khum), que se muestran asimismo con población estimada de 2008:
- Char Chhuk 8,092
- Doun Peaeng 6,060
- Kouk Doung 13,187
- Koul 3,174
- Nokor Pheas 7,200
- Srae Khvav 7,757
- Ta Saom 8,298[1]